# Mach (núcleo)
Mach é um micronúcleo para sistemas operacionais desenvolvido na Universidade Carnegie Mellon para apoio a pesquisa de sistemas operacionais, primariamente computação distribuída e  paralela. É um dos primeiros exemplos de micronúcleo, e ainda o padrão com o qual projetos similares são comparados.
O projeto na Carnegie Mellon existiu de 1985 a 1994, terminando com Mach 3.0. Outros esforços continuaram a pesquisa sobre o Mach, incluindo o projeto Mach 4 da Universidade de Utah. 
Mach foi desenvolvido como substituto para o núcleo na versão de Unix da BSD, de modo que não se precisasse desenvolver um novo sistema operacional em torno dele. Atualmente (2006), outras pesquisas experimentais sobre o Mach parecem ter acabado, embora Mach e seus derivados estejam em uso em um certo número de sistemas operacionais comerciais, como NEXTSTEP e OPENSTEP, e mais recentemente Mac OS X (empregando o núcleo XNU).
Mach é o sucessor lógico de núcleo accent, da Carnegie Mellon. O desenvolvedor-chefe do projeto Mach, Richard Rashid, trabalha para a Microsoft desde 1991 em diversos cargos elevados ligados à divisão de pesquisa da empresa. Outro dos desenvolvedores originais do Mach, Avie Tevanian, foi chefe de software na NeXT, e depois Chief Software Technology Officer na Apple Computer até março de 2006.

## Sistemas operacionais baseados no Mach
- GNU Hurd/GNU Mach
- Lites
- MkLinux
- mtXinu
- MachTen
- MacMach
- Mac OS X
- NEXTSTEP
- OSF/1 (Tru64)
- Workplace OS
- xMach
- UNICOS MAX